# Köksal
Köksal ist ein türkischer männlicher und weiblicher Vorname sowie ein Familienname.

## Namensträger

### Männlicher Vorname
- Köksal Mesçi (* 1945), türkischer Fußballspieler und -trainer
- Köksal Toptan (* 1943), türkischer Jurist und Politiker
- Köksal Yedek (* 1985), türkischer Fußballspieler

### Familienname
- Aydın Köksal (* 1940), türkischer Informatiker
- Cem Köksal (* 1976), türkischer Rockgitarrist
- Hikmet Köksal (1932–2020), türkischer General
- Neriman Köksal (1928–1999), türkische Schauspielerin
- Osman Köksal (1916–1982), türkischer Politiker
- Sönmez Köksal (* 1940), türkischer Diplomat
- Yılmaz Köksal (1939–2015), türkischer Schauspieler